# روبرت هاروارد
روبرت ستايلز هاروارد الابن (بالإنجليزية: Robert Stiles Harward, Jr.)‏ (من مواليد 1956 أو 1957 في نيوبورت، رود آيلاند، الولايات المتحدة) المعروف باسم بوب هاروارد (بالإنجليزية: Bob Harward)‏ ضابط متقاعد من نافي سيلز ونائب سابق لقائد القيادة المركزية الأمريكية تحت القيادة العامة للفريق الأول جيمس ماتيس. يشغل حاليا منصب المدير التنفيذي في صناعة الأسلحة لدى شركة لوكهيد مارتن. كما يشغل منصب نائب قائد قيادة القوات المشتركة الأمريكية وسابقا قائد فرقة العمل المشتركة 435.
بعد استقالة مايكل فلين عرض الرئيس الأمريكي دونالد ترامب عليه منصب مستشار الأمن القومي في 14 فبراير 2017. رفض عرض الرئيس في 16 فبراير. في حين ذكر هاروارد أن الالتزامات الأسرية هي السبب لرفضه للدور إلا أن مصادر إخبارية ذكرت أن هاروارد لم يتمكن من الاتفاق مع ترامب على نطاقه لإجراء التعيينات الخاصة به في فريقه.

## النشأة
ولد هاروارد في عائلة عسكرية بحرية في نيوبورت برود آيلاند. خلال سنوات مراهقته كان والد هاروارد مستشار الجيش الإيراني قبل الثورة وعاشت الأسرة في طهران بإيران. لعب هاروارد الرياضة ضد فرق إيرانية في لعبتي كرة السلة وكرة القدم وكان معروفا مع زملائه وأصبحوا على دراية بشعب وثقافة إيران. تخرج من مدرسة طهران الأمريكية في إيران في عام 1974. يتحدث هاروارد اللغة الفارسية بطلاقة. تخرج من مدرسة أكاديمية البحرية الإعدادية في نيوبورت ثم حصل على درجة البكالوريوس من أكاديمية الولايات المتحدة البحرية في عام 1979.

## السيرة المهنية
تم تعيين هاروارد قائدا لمجموعة المهام البحرية الحربية الخاصة بعملية رعد الصحراء في الكويت.
في أكتوبر 2002 نشر هاروارد قائدا لفرقة العمل 561 حيث قاد الفريق الخاص للحرب البحرية في العراق. شملت قواته جميع الأصول في مخزون الحرب البحرية الخاصة وكذلك قوات من غرووم البولندي والمارينز الملكية البريطانية والقوة البحرية الكويتية.
من يونيو 2006 إلى يوليو 2008 عمل هاروارد كنائب القائد العام لقيادة العمليات الخاصة المشتركة في فورت براغ بكارولينا الشمالية وخدم في جولات قتالية متعددة في أفغانستان والعراق. اعتبر نفسه فخورا بالمساعدة على تحسين وضع المرأة في واجبه.
في يناير 2014 أصبح الرئيس التنفيذي لشركة لوكهيد مارتن الإمارات.